# Menesia pulchella
Menesia pulchella es una especie de escarabajo longicornio del género Menesia, categorizada en la tribu Saperdini, de la subfamilia Lamiinae. Fue descrita por Pascoe en 1867.

## Descripción
Mide 6-10 mm de longitud. El período de actividad en adultos se presenta en marzo.

## Distribución
Se distribuye por Brunéi, Indonesia, Malasia y Singapur.